# Stacy Haiduk
Stacy Haiduk est une actrice américaine née le 24 avril 1968 à Grand Rapids (Michigan). Elle s'est fait connaître en interprétant le rôle de Lana Lang dans la série télévisée Superboy de 1988 à 1992. De 2009 à 2012, puis à nouveau en 2015, elle interprète le rôle de Patty Williams (sous les alias de Mary Jane Benson, de Emily Peterson et de Myrna Murdock) dans la série télévisée Les Feux de l'amour. Elle interprète depuis 2018 les rôles de  Kristen DiMera et Susan Banks  dans la série Des jours et des vies.

## Biographie et carrière
Stacy Haiduk est née en 1968 dans le Michigan. Elle débuta la danse à l'âge de quatre ans et entra dans une compagnie de danse à quatorze ans. Après le lycée, elle continua sa formation artistique à New York. En 1987, elle obtint un premier rôle dans le film Magic Sticks. Elle connut la célébrité lorsqu'elle interpréta le rôle de Lana Lang dans la série télévisée Superboy de 1988 à 1992, puis celui du Lieutenant Katherine Hitchcock dans la première saison de la série SeaQuest, police des mers en 1993.
En 1994, Haiduk apparut dans le téléfilm Un parfait inconnu (en anglais A Perfect Stranger, tiré du roman de Danielle Steel). En 1996, elle interpréta un vampire féminin dans la série Kindred : Le Clan des maudits. Après ce passage, elle a joué dans des petits films, comme Gabriela (2001) où elle est apparue aux côtés de Jaime Gomez et Zach Galligan, et a été invitée dans de nombreuses séries américaines (Les Experts, NCIS : Enquêtes spéciales, Life, Burn Notice, Mentalist...).
De 2009 à 2012, elle a interprété le rôle de Patty Williams dans la série Les Feux de l'amour. Le 5 août 2015, elle annonce cependant son retour sur les tournages du soap américain, après son renvoi. En 2011, elle interpréta la voix de Akaavi Spar dans le jeu vidéo Star Wars: The Old Republic.
En août 2018, elle reprend dans la série Des jours et des vies le rôle de Kristen DiMera porté auparavant par l'actrice Eileen Davidson.

## Vie privée
Stacy Haiduk est mariée à Bradford Tatum depuis le 11 novembre 1997 ; ils ont une fille, Sophia Tatum (née en 1997).

## Filmographie

### Cinéma
- 1987 : (en)Magic Sticks, film germano-américain de Peter Keglevic : responsable d'une laverie ;
- 1990 : Luther the Geek, vidéofilm d'horreur de Carlton J Albright : Beth ;
- 1991 : Cœur d'acier de Ernest D. Farino : Alison ;
- 1997 : Des Amis… très intimes ! (Little City) (en), film de Roberto Benabib (en) : Julia ;
- 1999 : Le Commando du désert (Desert Thunder) de Jim Wynorski : Ally 'Al' Malone ;
- 2001 : Gabriela de Vincent Jay Miller : Llena ;
- 2006 : (en)Salt : A Fatal Attraction de Bradford Tatum : West ;
- 2007 : (en)The Mannsfield 12 de Craig Ross, Jr. (en) : Lela ;
- 2009 : (en)Within de Hanelle M. Culpepper : Bernice Lowe ;
- 2010 :
  - (en)No Answer de Frederic Redfern : Missy ;
  - (en)Victim, film d'horreur de Matt Eskandari : Janet

Court métrage
- 2013 : (en)Fire City: King of Miseries, court métrage de Tom Woodruff, Jr. (en) : The Interpreter of Signs

### Télévision

#### Téléfilms
- 1992 : (en)Sketch Artist de Phedon Papamichael : Claire ;
- 1994 : Danielle Steel : Un parfait inconnu de Michael Miller : Raphaella Phillips ;
- 1996 : Les Visiteurs du futur (Yesterday's Target) de Barry Samson : Jessica Harper ;
- 1997 : (en)The Beneficiary de Marc Bienstock : Lena Girard ;
- 1999 : (en)The Darwin conspiracy de Winrich Kolbe : Dr Jennifer Carter ;
- 2005 : 
  - Les Dents de sabre de George Miller : Savannah ;
  - Miss Détective : Un mort en cavale (Jane Doe: Til Death Do Us Part) de Armand Mastroianni : Monica Angelini ;
- 2007 : 
  - Vol 732 : Terreur en plein ciel de Armand Mastroianni : Alexa Windom ;
  - L'Empreinte du passé (While the Children Sleep, The Sitter) de Russell Mulcahy : Shawna Pierson ;
- 2013 : Voleuse d'enfant de Michael Feifer : Elise
- 2018 : Dangereuse influence ((en) A Father's Nightmare) de Vic Sarin : Zofia Redlynn
- 2019 : (en) Home Is Where the Killer Is de Kaila York : Julie Thomason

#### Séries télévisées

##### Rôles principaux (1988 à 1996)
- 1988 - 1992 : Superboy (quatre saisons : cent épisodes) : Lana Lang
- 1992 : La Loi de Washington (en) (The Round Table)  : Rhea McPherson
- 1993 - 1994 : SeaQuest, police des mers (première saison : vingt-trois épisodes) : Lieutenant Katherine Hitchcock
- 1996 : Kindred : Le Clan des maudits (huit épisodes) : Lily Langtry

##### Rôles récurrents
- 1997 : Melrose Place (cinquième saison - six épisodes[3]) : Colleen Patterson
- 1998 - 1999 : Le Damné (épisodes nos 3, 12 et 13) : Rosalyn Stone
- 2006 - 2007 : Heroes (première saison, épisodes nos 2, 7, 12 et pilote) : Elisa Thayer (agent du FBI)
- 2008 - 2009 : Prison Break, quatrième saison (dix épisodes) : Lisa Tabak
- 2013 - 2014 :
  - True Blood (saison 6, épisodes 5 et 6 et saison 7, épisodes 4 et 5) : Jenny
  - Twisted (épisodes nos  10 à 13[4]) : Marilyn Rossi
- 2014 : Chosen (saison 3, épisodes nos  2 à 5) : Shondra

##### Soaps Operas (depuis 2007)
- 2007-2008 : La force du destin : Hannah Nichols (53 épisodes, de mars 2007 à janvier 2008)
- 2009-2012 et 2015-2016 : Les Feux de l'amour : Patty Williams (218 épisodes, mars 2009 à août 2010, puis de octobre 2011 à février 2012, en septembre 2012 et de septembre 2015 à novembre 2016)
- 2009-2012 : Les Feux de l'amour : Dr Emily Peterson
- 2010 : Des jours et des vies : Warden Smith (3 épisodes, en septembre 2010)
- depuis 2018 : Des jours et des vies : Kristen DiMera et Susan Banks  (rôles principaux, (399 épisodes))

##### Invitations (guest star)
Depuis 1991, Stacy Haiduk multiplie les apparitions dans les séries télévisées américaines :
Années 1990
- 1991 : Parker Lewis ne perd jamais (saison 2, épisode 6)
- 1993 : Route 66 (épisode 3)
- 1994 : Un tandem de choc (Due South, saison 1, épisodes 7 et 8 : Chicago Holiday parties 1 & 2)
- 1997 : C-16: FBI (en) (épisode 4)
- 1998 :
  - Nash Bridges (saison 3 (1997-1998), épisode 20)
  - Profiler (saison 3 (1998-1999), épisode 3)
- 1999 :
  - The Sentinel (saison 4, épisode 4)
  - Charmed (saison 1, épisode 11 : La Malédiction de l'urne)

Années 2000
- 2000 : X-Files (saison 7, épisode 17 : Existences)
- 2001 : 
  - Division d'élite (saison 1, épisode 4)
  - Urgences (saison 7, épisode 15 : Le Passage à niveau)
- 2003 : Les Experts : Miami (saison 1, épisode 24 : Les Fugitifs)
- 2004 : NCIS : Enquêtes spéciales (saison 1, épisode 12 : La Mante religieuse)
- 2005 : Wildfire (saison 1, épisode 3)
- 2006 : 
  - Preuve à l'appui (saison 5, épisode 11)
  - Cold Case : Affaires classées (saison 3, épisode 22 : Dernière mise)
  - Les Experts : Manhattan (saison 3, épisode 10 : Tombés du ciel)
- 2008 : Life (saison 2, épisode 2)
- 2009 : Burn Notice (saison 2, épisode 10 : Effet placebo)

Années 2010
- 2010 : Des jours et des vies (trois épisodes)
- 2011 : 
  - Southland (saison 3, épisodes 1 et 2),
  - The Chicago Code (épisode 6)
  - Les Experts (saison 12, épisode 3 : L'histoire se répète)
  - Mentalist (saison 4, épisode 10 : Mon ancien moi)
- 2012 : 
  - Hawaii 5-0 (saison 2, épisode 20 : Haʻalele)
  - Longmire (saison 1, épisode 7 : Huit secondes)
- 2018 : (en) Sharp Objects : épisode 2 : Dirt

### Jeux vidéo (voix)
- 2011 :  Star Wars: The Old Republic : Akaavi Spar
- extensions :
  - 2013 : Rise of the Hutt Cartel
  - 2014 : Shadow of Revan
  - 2019 : Offensive (Onslaught)
  - 2022 : Legacy of the Sith
- 2016 : Mirror's Edge Catalyst : Dr. Aline Maera